# Tvar
Tvar je celková vizuální podoba, vzhled, obrys nebo povrch rovinného nebo prostorového útvaru, rozložení a rozvržení jeho hmoty bez ohledu na materiál a další vlastnosti. Označování jednotlivých tvarů je často odvozeno z geometrie. Dvě tělesa mají stejný tvar, jestliže existuje podobné zobrazení, kdy jedno z nich je vzorem a druhé obrazem.
Pojem geometrický útvar je společný název pro množiny bodů studované v geometrii, např. přímka, rovina, mnohoúhelník, kružnice, koule.
Zobecněním pojmu tvar se zabývá matematická věda topologie, vnímáním tvarů tvarová psychologie.

## Použití
Používá se v různých spojeních:
- tvar tělesa ve fyzice
- Aerodynamický tvar v aerodynamice
- Kanonický tvar v matematice
- Krystalový tvar v krystalografii
- Povrchový tvar v geomorfologii
- Normalizovaný tvar databáze
- Slovní tvar v gramatice